# Skt. Anna Kapel
Skt. Anna kapel er en kirkeruin på Gudhjem ældre Kirkegård lige øst for Gudhjem Kirke på Bornholm. Skt. Anna kapel blev opført i 1200-tallet som kystkapel for de mange bornholmske og tyske fiskere, der i middelalderen drev sildefangst omkring Bornholm. Kapellet blev opført i kløvet kamp og tegl og viet til Sankt Anna (Jesu mormor). Det oprindelige, romanske kapel med smalt kor og bredere skib blev i middelalderen ændret til et gotisk langhus. 
Sagnet fortæller, at det var en greve, som byggede Skt. Anna kapel, efter at han var blevet reddet fra havsnød. Kapellet skulle have ligget på Nørresand, men hvad man her opførte om dagen, forsvandt om natten. Først da man valgte det nuværende sted, blev kapellet fuldført.
Bygningen målte ca. 17,5 x 6,5 m og var ca. 3,7 m høj. Den var bygget som en kassemur af utilhugget, men i hjørnerne kløvet granit, med fyld af rullesten og brokker af munkesten lagt i den bornholmske cementmørtel. Omkring dør- og vinduesåbningerne var der benyttet teglsten. Taget var hængt med munk- og nonnetagsten. Et våbenhus blev tilføjet ved kapellets nordfacade efter reformationen i 1536.
I 1776 blev kapellet yderligere ombygget. Bygningen blev forhøjet med 1 meter og fik et nyt tagværk med muret spidsgavl mod vest og halvvalm mod øst. Desuden blev der over vestgavlen opsat et pyntespir og en klokkestol. Den blev i 1870 erstattet af en ny af form som et lysthus, placeret lige bag spiret.
Efter reformationen har kapellet til stadighed været fattigt og i ret dårlig stand. Det og behovet for en større kirke medførte, at en ny kirke blev opført i 1893. Kapellets videre skæbne delte byen i to lejre. Tilhængere af en nedrivning argumenterede med, at der var et stærkt behov for at udvide kirkegården, hvorfor kapellet burde nedrives, så jorden kunne blive inddraget til gravsteder.
Et forsøg på bevaring af kapellet blev ikke imødekommet af ministeriet, der gav tilladelse til nedrivning på betingelse af, at kapellet blev bevaret som ruin med murene i 1 meters højde. Da modstanderne af nedrivningen ville forelægge sagen for Nationalmuseet, skyndte man sig at sprænge kapellet i luften, inden en eventuel fredning kunne blive iværksat.
På vestgavlen opsatte Bornholms Marineforening i 1940 en stentavle over 11 finske søfolk, der druknede ved Alexander og Dyggans forlis 22. maj 1840 ud for Gudhjem.